# Axinandra
Axinandra é um género botânico pertencente à família Crypteroniaceae.

## Espécies
- Axinandra zeylanica, Thwaites